# Аван (село)
Ава́н (вірм. Ավան) — село в марзі Арагацотн, на заході Вірменії.
Розташоване за 6 км на північ від села Кош, 8 км на схід від села Лернарот, за 26 км на захід від міста Аштарак та за 10 км на південь від гори Тірінкатар. За етнічним складом населення, більшість складають єзиди, які є найбільшою етнічною меншиною у Вірменії.
В селі є дві церкви VI століття та хачкари XIII-XVIII століть.